# Öster-Ekeby en Backbo
Öster-Ekeby en Backbo (Zweeds: Öster-Ekeby och Backbo) is een småort in de gemeente Tierp in het landschap Uppland en de provincie Uppsala län in Zweden. Het småort heeft 74 inwoners (2005) en een oppervlakte van 17 hectare. Het småort bestaat uit twee verschillende plaatsen: Öster-Ekeby en Backebo.